# SEVEN24 Films
SEVEN24 Film (precedentemente conosciuta come Alberta Filmworks) è una compagnia di produzione televisiva canadese situata a Calgary, Alberta, Canada. Fondata nel 1989, SEVEN24 ha prodotto e co-prodotto molte serie televisiva, film per la TV e lungometraggi.
| Controllo di autorità | VIAF (EN) 176174467 · LCCN (EN) no2011124321 |